# Cha con nhà Stephenson

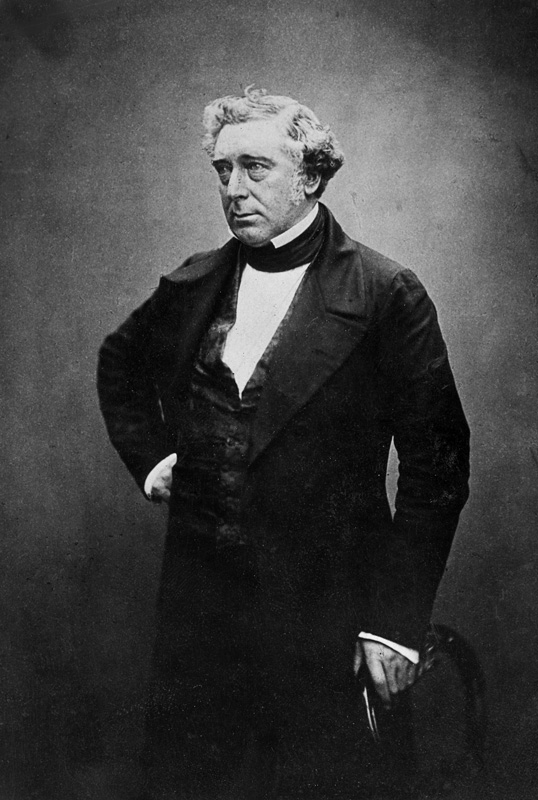
Cha con nhà Stephenson

Cha con nhà Stephenson, George (9 tháng 6 năm 1781 - 12 tháng 8 năm 1848) và Robert (16 tháng 10 năm 1803 - 12 tháng 10 năm 1859) là những kỹ sư người Anh, đã chế tạo và thử nghiệm thành công đầu máy xe lửa tự lực đầu tiên trên thế giới, chấm dứt thời đại đường sắt ngựa kéo.